# Force athlétique aux Jeux paralympiques d'été de 2020
Navigation
Rio 2016 Paris 2024
La compétition de force athlétique des Jeux paralympiques d'été de 2020 qui devait se dérouler du 27 août 2020 au 31 août 2020 au Tokyo International Forum de Tokyo a été reportée en 2021. Au maximum 180 athlètes participent dans 20 épreuves.
Selon les règles de classification de la Fédération internationale de force athlétique (IPF), les athlètes qui ne peuvent pas participer aux évènements d'haltérophilie classique en raison d'une déficience physique affectant les jambes ou les hanches sont considérées comme admissibles à participer aux événements d'haltérophilie aux Jeux paralympiques.

## Les épreuves
L'ensemble des catégories de poids n'ont pas évolué par rapport à la précédente olympiade.
| Hommes | Hommes  | Femmes | Femmes |
| ------ | ------- | ------ | ------ |
| 49 kg  | 80 kg   | 41 kg  | 67 kg  |
| 54 kg  | 88 kg   | 45 kg  | 73 kg  |
| 59 kg  | 97 kg   | 50 kg  | 79 kg  |
| 65 kg  | 107 kg  | 55 kg  | 86 kg  |
| 72 kg  | +107 kg | 61 kg  | +86 kg |

## Résultats

### Podiums masculins
| Épreuves | Or                                       | Argent                           | Bronze                              |
| -------- | ---------------------------------------- | -------------------------------- | ----------------------------------- |
| 49 kg    | Omar Qarada (JOR) 173 kg                 | Lê Văn Công (VIE) 173 kg         | Parvin Mammadov (AZE) 156 kg        |
| 54 kg    | David Degtyarev (KAZ) 174 kg             | Axel Bourlon (FRA) 165 kg        | Dimitrios Bakochristos (GRE) 165 kg |
| 59 kg    | Qi Yonkai (CHN) 187 kg                   | Sherif Osman (EGY) 187 kg        | Herbert Aceituno (ESA) 184 kg       |
| 65 kg    | Liu Lei (CHN) 198 kg                     | Amir Jafari Arangeh (IRI) 195 kg | Hocine Bettir (ALG) 192 kg          |
| 72 kg    | Bonnie Bunyau Gustin (MAS) 228 kg PR     | Mahmoud Attia (EGY) 191 kg       | Micky Yule (GBR) 182 kg             |
| 80 kg    | Roohallah Rostami (IRI) 234 kg           | Gu Xiaofei (CHN) 215 kg          | Mohamed Elelfat (EGY) 212 kg        |
| 88 kg    | Abdelkareem Khattab (JOR) 231 kg PR      | Ye Jixiong (CHN) 220 kg          | Hany Abdelhady (EGY) 214 kg         |
| 97 kg    | Yan Panpan (CHN) 227 kg                  | Hamed Solhipour (IRI) 222 kg     | Fabio Torres (COL) 221 kg           |
| 107 kg   | Enkhbayaryn Sodnompiljee (MGL) 245 kg PR | Yan Panpan (MAS) 237 kg          | Saman Razi (IRI) 231 kg             |
| +107 kg  | Jamil Elshebli (JOR) 241 kg              | Mansour Pourmirzaei (IRI) 241 kg | Faris Al-Ageeli (IRQ) 228 kg        |

### Podiums féminins
| Épreuves | Or                                  | Argent                         | Bronze                               |
| -------- | ----------------------------------- | ------------------------------ | ------------------------------------ |
| 41 kg    | Guo Lingling (CHN) 108 kg WR, PR    | Ni Nengah Widiasih (INA) 98 kg | Clara Fuentes Monasterio (VEN) 97 kg |
| 45 kg    | Latifat Tijani (NGA) 107 kg         | Zhe Cui (CHN) 102 kg           | Justyna Kozdryk (POL) 101 kg         |
| 50 kg    | Hu Dandan (CHN) 120 kg              | Rehab Ahmed (EGY) 120 kg PR    | Olivia Broome (GBR) 107 kg           |
| 55 kg    | Mariana Chevtchouk (UKR) 125 kg     | Xiao Cuijuan (CHN) 124 kg      | Besra Duman (TUR) 124 kg             |
| 61 kg    | Amalia Pérez (MEX) 131 kg           | Ruza Kuzieva (UZB) 130 kg      | Lucy Ejike (NGR) 130 kg              |
| 67 kg    | Tan Yujiao (CHN) 133 kg             | Fatma Omar (EGY) 120 kg        | Olaitan Ibrahim (NGR) 119 kg         |
| 73 kg    | Mariana D'Andrea (BRA) 137 kg       | Xu Lili (CHN) 134 kg           | Souhad Ghazouani (FRA) 132 kg        |
| 79 kg    | Bose Omolayo (NGR) 141 kg           | Natalia Oleinik (UKR) 133 kg   | Vera Mouratova (RPC) 132 kg          |
| 86 kg    | Folashade Oluwafemiayo (NGR) 152 kg | Zheng Feifei (CHN) 139 kg      | Louise Sugden (GBR) 131 kg           |
| +86 kg   | Deng Xuemei (CHN) 153 kg WR, PR     | Loveline Obiji (NGR) 147 kg    | Marzena Zięba (POL) 140 kg           |

### Tableau des médailles
| Rang  | Nation          | Or | Argent | Bronze | Total |
| ----- | --------------- | -- | ------ | ------ | ----- |
| 1     | Chine           | 7  | 6      | 0      | 13    |
| 2     | Nigeria         | 3  | 1      | 2      | 6     |
| 3     | Jordanie        | 3  | 0      | 0      | 3     |
| 4     | Iran            | 1  | 3      | 1      | 5     |
| 5     | Malaisie        | 1  | 1      | 0      | 2     |
| 5     | Ukraine         | 1  | 1      | 0      | 2     |
| 7     | Brésil          | 1  | 0      | 0      | 1     |
| 7     | Mexique         | 1  | 0      | 0      | 1     |
| 7     | Kazakhstan      | 1  | 0      | 0      | 1     |
| 7     | Mongolie        | 1  | 0      | 0      | 1     |
| 11    | Égypte          | 0  | 4      | 2      | 6     |
| 12    | France          | 0  | 1      | 1      | 2     |
| 13    | Indonésie       | 0  | 1      | 0      | 1     |
| 13    | Ouzbékistan     | 0  | 1      | 0      | 1     |
| 13    | Viêt Nam        | 0  | 1      | 0      | 1     |
| 16    | Grande-Bretagne | 0  | 0      | 3      | 3     |
| 17    | Pologne         | 0  | 0      | 2      | 2     |
| 18    | Algérie         | 0  | 0      | 1      | 1     |
| 18    | Azerbaïdjan     | 0  | 0      | 1      | 1     |
| 18    | Colombie        | 0  | 0      | 1      | 1     |
| 18    | Salvador        | 0  | 0      | 1      | 1     |
| 18    | Grèce           | 0  | 0      | 1      | 1     |
| 18    | Irak            | 0  | 0      | 1      | 1     |
| 18    | RPC             | 0  | 0      | 1      | 1     |
| 18    | Turquie         | 0  | 0      | 1      | 1     |
| 18    | Venezuela       | 0  | 0      | 1      | 1     |
| Total | Total           | 20 | 20     | 20     | 60    |